# Thomas Lawrie
Thomas Lawrie (Lebensdaten unbekannt) war ein schottischer Fußballspieler und -funktionär. Lawrie spielte in den 1870er Jahren – der Anfangszeit des Fußballs beim 1867 gegründeten FC Queen’s Park, dem ältesten Verein Schottlands. In seiner Karriere gewann er dreimal den schottischen Pokal. Nach seiner aktiven Spielerlaufbahn war er Präsident der Glasgow Football Association.

## Karriere

### Als Spieler
Thomas Lawrie spielte mindestens von 1873 bis 1877 für den schottischen Verein FC Queen’s Park dem ältesten Fußballverein Schottlands, der am 9. Juli 1867 gegründet worden war. Am 25. Oktober 1873 debütierte er in der 1. Runde des Schottischen Pokals 1873/74 der erstmals Ausgetragen wurde. Beim 7:0 gegen den FC Dumbreck erzielte er zwei Tore. Am Ende des Wettbewerbs konnte er mit der Mannschaft den Titel gewinnen. Im folgenden Jahr 1875 wurde der Titel im Hampden Park gegen den FC Renton erfolgreich verteidigt. 1876 wurde der Pokal zum dritten Mal gewonnen. Sein letztes Spiel im Trikot der „Spiders“ absolvierte er am 28. April 1877 im Finale des Glasgow Merchants Charity Cup gegen die Glasgow Rangers. Zum 4:0-Erfolg steuerte Lawrie zwei Tore bei.

### Als Funktionär
Am 27. Januar 1883 gründete Lawrie nach einem Treffen von bestimmten Fußballvereinen die Glasgow Football Association, der er vorstand. Folgende Personen waren anwesend; R. T. Dow (FC Thistle), A. Gut (FC Cowlairs), J. Park (FC Clyde) und Peter McNeil (Glasgow Rangers). Herr J. K. McDowall, der Sekretär der Scottish Football Association übernahm bei der Glasgow Association die gleiche Aufgabe. Thomas Lawrie berief zwei Monate später ein weiteres Treffen ein, das am 6. März 1883 im Carlton Place stattfand um eine endgültige Vereinigung der Glasgower-Vereine zu bilden. Thomas Lawrie wurde zum ersten Präsidenten der Vereinigung gewählt und blieb dies für fünf Jahre. Die 1883 gegründete Glasgow Football Association mit Sitz in Glasgow ist heute der nationalen Scottish Football Association angeschlossen, und einer der ältesten Verbände dieser Art im Fußball.

## Erfolge
mit dem FC Queen’s Park:
- Schottischer Pokalsieger: 1874, 1875, 1876